# Grammy Latino para Melhor Canção Pop
O Grammy Latino para Melhor Canção Pop é uma das categorias do Grammy Latino, premiação estabelecida em 2000 com a finalidade de reconhecer a excelência musical e sonora de artistas musicais do mercado latino bem como a contribuição cultural de artista da música latina aos Estados Unidos. Esta categoria da premiação é destinada a canções que possuam, no mínimo, 51% de sua letra em espanhol e é entregue aos compositores da canção e não aos intérpretes.
O cantor e compositor espanhol Alejandro Sanz e a cantora e compositora cubano-estadunidense Camila Cabello foram os primeiros vencedores da categoria em 2019 por sua autoria da canção "Mi persona favorita". O cantor e compositor colombiano Camilo, vencedor da segunda edição da categoria em 2020, figura também como o único artista a receber o prêmio mais de uma vez consecutivamente. 

## Vencedores e indicados
| Ano  | Vencedor(es)                                                                       | Obra                                                    | Indicados | Ref.  |
| ---- | ---------------------------------------------------------------------------------- | ------------------------------------------------------- | --- | ----- |
| 2019 | Alejandro Sanz e Camila Cabello                                                    | "Mi persona favorita" (Alejandro Sanz e Camila Cabello) | - "Bailar" — Leonel García - "Buena Para Nada" — Paula Arenas, Luigi Castillo e Santiago Castillo - "Pienso en tu mirá" — C. Tangana, El Guincho e Rosalía - "Ven" — Fonseca                                                          | [ 3 ] |
| 2020 | Camilo, Jon Leone e Richi López                                                    | "Tutu" (Camilo e Pedro Capó)                            | - "Amor en cuarentena" — Raquel Sofía - "Bonita" — Juanes, Mauricio Rengifo, Andrés Torres e Sebastián Yatra - "Cuando estés aquí" — Pablo Alborán - "Una vez más" — Elsa Carvajal, Grettel Garibaldi, Susana Isaza e Ximena Sariñana | [ 4 ] |
| 2021 | Édgar Barrera e Camilo                                                             | "Vida de Rico" (Camilo)                                 | - "Adiós" — David Julca, Jonathan Julca, Pablo López e Sebastián Yatra - "Ahí" — Javier Limón - "Canción Bonita" — Rafa Arcaute, Ricky Martin, Mauricio Rengifo, Andrés Torres e Carlos Vives - "La Mujer" — Mon Laferte              | [ 5 ] |
| 2022 | Pablo María Rousselon, Manuel Lara, Manuel Lorente, Juan Riutort e Sebastián Yatra | "Tacones rojos" (Sebastián Yatra)                       | - "Baloncito viejo" — Camilo, Jorge Luis Chacín, Andrés Leal, Martín Velilla e Carlos Vives - "Besos en la frente" — Julio Reyes Copello e Fonseca - "Índigo" — Édgar Barrera e Camilo                                                | [ 6 ] |
| 2022 | Jorge Drexler                                                                      | "La Guerrilla de la concordia" (Jorge Drexler)          | - "Baloncito viejo" — Camilo, Jorge Luis Chacín, Andrés Leal, Martín Velilla e Carlos Vives - "Besos en la frente" — Julio Reyes Copello e Fonseca - "Índigo" — Édgar Barrera e Camilo                                                | [ 6 ] |